# Atemptats de l'11 de setembre de 2001
Els atacs de l'11 de setembre de 2001 (coneguts amb els numerònims 9/11 en el món anglosaxó i 11-S en el món llatí), van ser una sèrie de quatre atemptats suïcides coordinats per al-Qaeda als Estats Units el dimarts 11 de setembre de 2001. Aquell matí, 19 terroristes van segrestar quatre avions comercials. Els segrestadors van estavellar intencionadament dos dels avions a les Torres Bessones del World Trade Center a Nova York, matant tots els passatgers i milers de persones que treballaven als edificis. Ambdues torres van esfondrar-se en dues hores, destrossant edificis propers i malmetent-ne d'altres. Un tercer avió va ser estavellat al Pentàgon. Els segrestadors havien canviat la direcció de l'últim vol cap a Washington, D.C., amb objectius incerts que podrien ser la Casa Blanca o el Capitoli dels Estats Units; tanmateix, es va estavellar en un camp a prop de Shanksville a la Pennsilvània rural després que els passatgers intentessin recuperar el control de l'avió. No hi va haver supervivents en cap dels vols.

## Els successos
El matí de l'11 de setembre de 2001, segons el govern dels Estats Units, 19 homes afiliats a l'organització terrorista Al-Qaeda (entre els quals hi havia quatre pilots) van embarcar en quatre vols comercials de passatgers, van prendre el control dels aparells i els van estavellar deliberadament contra les Torres Bessones (2), el Pentàgon i el quart va caure en un camp als afores de la ciutat de Shanksville, Pennsilvània al comtat de Somerset. S'han confirmat 2.996 defuncions i resten 24 persones desaparegudes com a resultat d'aquests atacs.

## Cronologia
- 8.46 hora local: El Boeing 767-223 de l'empresa American Airlines identificat com a Vol 11 s'encasta a la Torre Nord.
- 9.03 hora local: El Boeing 767-222 de l'empresa United Airlines identificat com a Vol 175 impacta contra la Torre Sud.
- 9.37 hora local: El Boeing 757 de l'empresa American Airlines identificat com a Vol 77 s'encasta al Pentàgon.
- 9.59 hora local: Cau la Torre Sud.
- 10.03 hora local: L'avió pilotat pels segrestadors cau a Pennsilvània.
- 10.28 hora local: Cau la Torre Nord.
- 13.04 hora local: El president George W. Bush declara l'Alerta Màxima.

## L'esfondrament de les torres
L'estructura de construcció de les Torres Bessones 1 i 2, tramats d'acer soldats a les bigues mestres, van ser els majors responsables de la forma en què les torres es van esfondrar. La major part del pes de cada edifici descansava en les bigues centrals, on estaven les escales i ascensors. La resta del pes es distribuïa en el perímetre exterior. Encara que cada pis en si no suportava cap pes, queda clara la seva funció de mantenir dretes les columnes principals.
L'infern provocat dintre els edificis, pel combustible dels avions que cremava i pels mateixos materials, va fer pujar la temperatura fins al punt d'exposar els suports de cada pis a temperatures que, si bé no arribaren a fondre'ls, els van afeblir de tal manera que ja no van poder suportar el pes dels pisos que sostenien. A mesura que els tramats de cada pis cedien, creixia la pressió sobre el perímetre exterior i sobre la mateixa base central. Quan el pes de diverses desenes de pisos va ser prou fort, les columnes i bigues externes es van esfondrar de manera explosiva, fet que va provocar el xoc dels pisos superiors contra els inferiors, en una reacció en cadena que enfonsava cadascun dels pisos.
Les torres havien suportat els xocs, però la gent situada en els pisos superiors no podia escapar-se perquè havien desaparegut les vies de fugida. A tanta altura i sense mitjans perquè els equips de rescat arribessin a temps, l'ensorrament dels colossos de ferro i formigó va provocar la mort de totes aquelles persones.

## Teories de la conspiració
S'han proposat diverses teories afirmant que el govern dels Estats Units deliberadament va permetre els atemptats de l'11-S, o fins i tot atribuint l'esfondrament de les torres a altres causes diferents de la col·lisió dels avions.
Típicament els partidaris d'aquestes teories afirmen o que el govern dels EUA va saber que hi havia plans d'atacar les Torres Bessones i va decidir no impedir-los, o que els atemptats van ser una operació sota falsa ensenya i que Al-Qaeda no hi va pas participar. Els que no accepten l'explicació convencional dels atemptats generalment mantenen que el motiu del govern dels EUA (o, més específicament, de l'administració del President George W. Bush) va ser el de guanyar suport per a les invasions d'Afganistan i de l'Iraq, o tenir excusa per a imposar limitacions de la llibertat personal i programes de vigilància sobre els ciutadans nord-americans.
Alguns han proposat que les torres no es van esfondrar pels xocs dels avions sinó per explosius col·locats per agents del govern. Defensors d'aquesta teoria d'una "demolició controlada" mantenen que la temperatura de combustió del querosè és menor que la del punt de fusió de l'acer, i per això, segons ells, hi havia d'haver alguna altra causa del col·lapse.

## Vinculació CIA al-Qaida
S'ha afirmat que la CIA tenia lligams amb l'al-Qaida d'Osama Bin Laden i els seus afganesos àrabs combatents quan va armar grups mujahidins en contra de la Unió Soviètica durant el guerra afganosoviètica. En un article de la BBC de 2004, titulat "orígens i vincles d'Al-Qaida", la BBC va escriure:"Durant la jihad antisoviètica Bin Laden i els seus combatents van rebre finançament nord-americà i saudita. Alguns analistes creuen que Bin Laden tenia formació en seguretat per la CIA".
Robert Finlayson Cook, Secretari de Relacions Exteriors al Regne Unit de 1997 a 2001, creu que la CIA havia proporcionat armes als mujahidins àrabs, incloent a Osama bin Laden, escrivint, "Bin Laden va ser, però, un producte d'un error de càlcul monumental de les agències de seguretat occidentals. Al llarg dels anys 80 va ser armat per la CIA i finançat pels saudites per emprendre la jihad contra l'ocupació russa de l'Afganistan". La seua font per això no està clara.
En conversa amb l'ex Secretari de Defensa britànic Michael Portillo, el dues vegades primer ministre del Pakistan Benazir Bhutto deia que Osama bin Laden va ser inicialment pro-nord-americà. El Príncep Bandar bin Sultan de l'Aràbia Saudita, també va declarar que Bin Laden va expressar una vegada el seu agraïment per l'ajuda dels Estats Units a l'Afganistan. En el programa de la CNN de Larry King ell va dir: "Bandar bin Sultan: Açò és irònic. A mitjans dels anys 80, si vostè recorda, nosaltres i els Estats - Aràbia Saudita i els Estats Units donàvem suport als mujahidins per alliberar l'Afganistan dels soviètics. Ell [Osama bin Laden] va vindre a donar-me les gràcies pels meus esforços per portar els nord-americans, els nostres amics, per ajudar-nos contra els ateus, tal com anomenava els comunistes. No és irònic? / Larry King: Que irònic. Per tant, ell va venir a donar-li les gràcies per ajudar a portar els Estats Units per ajudar-lo. / Bandar bin Sultan: Sí."